# برایت دایک
برایت دایک (انگلیسی: Bright Dike؛ زاده ۲ فوریهٔ ۱۹۸۷) یک بازیکن فوتبال اهل ایالات متحده آمریکا است.